# Grand Capucin (oiseau)
Lonchura grandis
Espèce
Statut de conservation UICN

 LC  : Préoccupation mineure
Le Grand Capucin (Lonchura grandis) est une espèce de passereau appartenant à la famille des Estrildidae.

## Répartition
On le trouve en Nouvelle-Guinée.

## Habitat
Il habite les zones humides.